# Социология морали
Социология морали (англ. Sociology of morality) — отрасль социологии, изучающая закономерности функционирования морали как системы взаимосвязанных норм, ценностей, санкций, оценок, предписаний, образцов поведения. Термин был введен Э. Дюркгеймом, который первым начал рассматривать мораль как социальную функцию и провозгласил необходимость социологического обоснования морали, а также использования методов социологического исследования морали.
Целью изучения социологии морали является морально-нравственная стратификация общества, т. е. этически санкционированное поведение социальных групп.

## Возникновение и развитие
Социологический подход к изучению морали возник еще в XIX веке. Термин был предложен французским социологом Эмиль Дюркгейм в конце XIX века. На протяжении долгого времени существовали трудности с признанием этой научной дисциплины, поскольку её относили не к социологическим, а к философским и этическим знаниям. Дюркгейм считал, что социология морали исследует коллективные установления, закрепленные в объективных ценностных суждениях. По его мнению, «моральные факты — такие же явления, как и другие; они состоят в правилах поведения, которые узнаются по некоторым отличительным признакам. Поэтому должна существовать возможность их наблюдать, описывать, классифицировать и искать объясняющие их законы». Позднее, Э. Дюркгейма поддержал американский социолог Питирим Сорокин. Однако, в отличие от Дюркгейма, Сорокин предложил «интегральную модель» социологии морали: исследование соотношения различных этических ценностей в зависимости от культурологических и социологических факторов.
В новом столетии термин «социология морали» впервые появился в книге «Социология морали. Очерк проблем» польского этика Марии Оссовской, выпущенной в начале 1960-х годов. Однако, само понятии социологии морали в труде рассмотрено не было. Философ лишь проанализировала ряд проблем функционирования морали в обществе с точки зрения этических знаний, поскольку относила социологию морали к одному из разделов теоретических рассуждений о нравственности.
Значительный вклад в развитие социологии морали внесли Никлас Луман и Ш. Х. Пфюртнер наряду с другими немецкими исследователями. После семинара на тему «Социология морали», проходившего в 1975 г. в Билефельдском университете, Н. Туман, Р. Блум, К.А. Цигерт и Ш.Х. Пфюнтер опубликовали сборник статей, в котором затронули важнейшие проблемы этого научного направления.
В России развитие такой социальной дисциплины, как «социология морали», началось с 1984 года после публикации статьи «Социология морали: сущность, структура, предмет исследования» В.М. Соколова.

## Объект и предмет социологии морали
Объект социологии морали в самом общем виде можно определить как совокупность прямых и обратных связей в системе «общество – мораль». Таким образом, объектом социологии морали выступают нравственное сознание, нравственные отношения и нравственная деятельность различных социальных групп и их представителей, действующих в сфере труда, быта, досуга.
В структуру предмета социологии морали входит изучение:
- Влияния конкретных социальных условий на моральную систему и ее отдельные компоненты
- Воздействия моральной системы на существующие общественные отношения
- Нравственных аспектов социализации человека, реальный уровень и направленность сознания и поведения людей
- Специфики взаимодействия морали с другими формами социальной регуляции (например, правом и экономикой)
- Особенностей моральности отдельных социально-демографических и профессиональных групп (например, молодежи, женщин, предпринимателей)
- Специфики функционирования морали в конкретных социальных институтах (например, в семье и армии), отдельных сферах жизнедеятельности людей (например, моральные аспекты труда и быта)
- Конкретных систем (видов) морали, которые обусловлены различными социально-групповыми отношениями к определенным моральным ценностям.[3]

## Уровни исследования
В социологии морали выделяют следующие уровни исследования:
- Методологический уровень, на котором разрабатываются методы и принципы исследования моральных феноменов
- Уровни общесоциологической и специально социологической теории, на которых разрабатываются конкретные модели исследования, ведется социологический мониторинг нравственного развития
- Уровень прикладных исследований, в ходе которого исследуются различные переменные, характеризующие сферу нравственности, анализируются показатели уровня развития нравственной культуры личности, типы моральных ориентации, суждений и поведения личности, разрабатывается типология моральных субъектов.[4]

## Критика
В настоящее время продолжаются споры по поводу междисциплинарного статуса социологии морали. В современной отечественной науке существует точка зрения, согласно которой социология морали переживает серьезный методологический кризис и имеет репутацию проблемного вида социологического знания.

В.И. Бакштановский, Ю.В. Согомонов «Социология морали: нормативно-ценностные системы»:
В пышном соцветии отраслевых дифференциаций социологического знания не без затруднений можно обнаружить и разглядеть ту, что во многом гипотетически именуют социологией морали. Не то, чтобы соответствующая тематика и весьма скромные исследования в данном направлении отечественной социологии существуют исключитель-но виртуально, но при простом сравнении даже с не очень продвинутыми отраслями на-шей социологии эти исследования явно проигрывают по степени проработанности и оформленности базовых концептов, научных программ, методологии, всевозможных дисциплинарных аксессуаров. Хотя, заметим, актуальная потребность в становлении самостоятельной отрасли социологического знания неоднократно фиксировалась в ряде классических трудов социологов различных мировоззренческих и теоретических пред-почтений. 
Кроме того, до сих пор продолжаются дискуссии об отнесении социологии морали к среднеуровневой или специальной социологическогой теории. Более аргументированной является точка зрения, согласно которой социология морали представляет собой среднеуровневую социологическую теорию.